# Kamalpur
Kamalpur là một thị xã và là một nagar panchayat của quận Dhalai thuộc bang Tripura, Ấn Độ.

## Địa lý
Kamalpur có vị trí 24°12′B 91°50′Đ / 24,2°B 91,83°Đ Nó có độ cao trung bình là 16 mét (52 feet).

## Nhân khẩu
Theo điều tra dân số năm 2001 của Ấn Độ, Kamalpur có dân số 5141 người. Phái nam chiếm 52% tổng số dân và phái nữ chiếm 48%. Kamalpur có tỷ lệ 82% biết đọc biết viết, cao hơn tỷ lệ trung bình toàn quốc là 59,5%: tỷ lệ cho phái nam là 84%, và tỷ lệ cho phái nữ là 79%. Tại Kamalpur, 10% dân số nhỏ hơn 6 tuổi.